# Пищатинцы (Чортковский район)
Пищатинцы (укр. Пищатинці) — село в Борщёвской городской общине Чортковского района Тернопольской области Украины.
До 2020 года входило в Борщёвский район.
Код КОАТУУ — 6120886603. Население по переписи 2001 года составляло 744 человека.

## Географическое положение
Село Пищатинцы находится на берегах реки Ничлава в месте впадения в неё реки Драпанка,
выше по течению примыкает село Высичка,
ниже по течению на расстоянии в 0,5 км расположено село Стрелковцы.
Через село проходит автомобильная дорога Т-2018.

## История
- 1494 год — первое упоминание как о селе Пятничаны.

## Объекты социальной сферы
- Школа I ст.
- Клуб.
- Фельдшерско-акушерский пункт.